# Martin Linge
Martin Jensen Linge, född 11 december 1894 i Norddal på Sunnmøre, död 27 december 1941 i Måløy, var en norsk skådespelare och militär (kapten). Han var far till skeppskonstruktören Jan Herman Linge.
Linge gick Befalsskolen 1915, blev olönad löjtnant 1940 och kapten 1941. Han debuterade som skådespelare på Centralteatret 1921 som Nils Stenssøn i Henrik Ibsens Fru Inger till Östråt. På Det Norske Teatret blev den degenererade storbondesonen i Martin Andersen Nexøs Dangardsfolket hans viktigaste roll. På Nationaltheatret gestaltade han två roller hos Nordahl Grieg: matrosen Svelvik i Vor ære og vor makt och överste Rossel i Nederlaget.
Martin Linge deltog i kriget i Norge 1940, där han sårades och evakuerades till Storbritannien. Han deltog i den brittiska räden mot Lofoten våren 1941, och organiserade i Storbritannien specialavdelningen Norwegian Independent Company No. 1, även kallat för Kompani Linge inom Special Operations Executive (SOE). Han var förbindelselänk mellan brittiska och norska myndigheter i samband med operationerna mot norska kusten 1941. Under mellandagarna 1941 deltog han i Operation Archery, en räd mot Måløy i Sogn og Fjordane, där han stupade.
Ett monument över Linge utfört av Ståle Kyllingstad avtäcktes i Måløy 1966.

## Filmografi
Enligt Internet Movie Database:
- 1926 – Vägarnas kung
- 1935 – Samhold må til
- 1938 – Det drønner gjennom dalen
- 1938 – Bør Børson jr.
- 1939 – Gjest Baardsen – en norsk Lasse-Maja